# Esquizoanàlisi
L'esquizoanàlisi és un dels termes essencials en la filosofia de Gilles Deleuze i Félix Guattari. El concepte apareix per primer cop en l'obra Anti-Èdip de 1972, i és desenvolupat en la continuació d'aquest llibre, Mil altiplans. Juntament, aquests dos llibres formen l'obra Capitalisme et schizophrénie («Capitalisme i esquizofrènia»). La definicició d'esquizoanàlisi evoluciona i canvia en el pensament d'ambdós autors, i individualment en l'obra psicoanalítica de Guattari. Es tracta d'una teoria alternativa i oposada a la psicoanàlisi tradicional.
Van desenvolupar aquesta forma d'anàlisi va ser durant un llarg període com a resposta a les deficiències que trobaven en l'anàlisi tradicional en l'obra de Sigmund Freud. No accepten l'ús de l'anomenat complex d'Èdip com a base de l'anàlisi ni el rol autoritari del psicoanalista en relació amb el pacient. En segon lloc, ataca que redueix la libido a catexis
 familiaristes, fins i tot sota les formes encobertes i generalitzades de l'estructuralisme o del simbolisme. L'escola esquizoanalítica assenyala dos defectes de la psicoanàlisi: la seva incapacitat d'arribar a les «màquines de desig» perquè s'encalla en les figures o estructures edípiques, i perquè és incapaç d'arribar a les catexis
 socials de la libido, perquè s'acontenta amb les catexis familiaristes. Guattari s'interessà en la idea d'una pràctica que pogués derivar de sistemes donats d'enunciació i estructures subjectives preexistents, nous «agenciaments d'enunciació» capaços de forjar noves coordenades d'anàlisi i crear proposicions i representacions inaudites.
En Caosmosi, Guattari explica que «més que moure's en direcció a modificacions reduccionistes que simplifiquin el complex», l'esquizoanàlisi «treballa per incrementar la seva complexitat, el seu enriquiment processual, i la consistència de les línies virtuals de bifurcació i diferenciació, és a dir, per la seva heterogeneïtat ontològica."

## Etimologia i sentit del títol
El mot esquizoanàlisi, schizoanalyse en francès, prové de les formes gregues σχίζειν, skhizein, 'dividir, escindir', i ἀνάλυσις, analusis, d'ἀναλύω, analuo (‘deslligar, desfer, alliberar, amollar’). Parcialment, és un joc de paraules sobre la paraula psicoanàlisi amb significat cumulatiu sobre el sentit de la ruptura, prenent la idea dels dos autors segons la qual «el passeig d'un esquizofrènic és millor model que el neuròtic estirat sobre el divan». És a dir, l'esquizofrènic pren el lloc del neuròtic com a tipus ideal en la seva anàlisi, i és el model bàsic per a la producció de disrupcions.

## Introducció al projecte de Deleuze i Guattari
L'obra conjunta d'aquests dos autors pretén desmuntar els discursos i mecanismes de la modernitat, que veuen com a repressors. La forma en què realitzen aquesta tasca és una combinació de diferents disciplines del pensament que Tim Woods descriu com «una barreja idiosincràtica d'idees psicoanalítiques, un atac postestructuralista a la representació i al subjecte, i una crítica de la idolatria marxista de partit i estat, que ha resultat en oberta hostilitat per part de molts de l'esquerra. Deleuze i Guattari consideren la modernitat com un estadi històric de dominació sense paral·lel, basat en la proliferació de discursos i institucions que pretenen legitimar i normalitzar estructures i estats de les coses existents. La seva crítica de l'era capitalista es basa parcialment en una rebel·lió contra la psicoanàlisi freudiana, ja que consideren l'inconscient freudià com una construcció capitalista, el resultat de la repressió produïda pel capitalisme en la família. L'estat tirànic i l'individu edipitzat són mantinguts per les institucions polítiques i psiquiàtriques, en detriment del que és humà com un corpus de desitjos variats i no organitzats.»
L'esquizoanàlisi seria una forma de "micropolítica", a l'estil de Jean-François Lyotard, que pretén ser una forma molt més oberta i lliure d'anàlisi, que permetrà l'arribada d'un nou ordre social mitjançant l'obertura mental a noves formes de comprensió del món, el subjecte i les relacions. A diferència de la psicoanàlisi tradicional, el focus de l'esquizoanàlisi és el desig. Contra Freud, argumenten que el desig no consisteix en una manca, falta o buit, "subjecte a la recerca d'un objecte", sinó que els cossos són construïts com a "màquines de desig", basant-se en la forma en què les màquines creen i administren fluxos. Aquesta forma de cos "desterritorialitzat" rep el nom de "cos sense òrgans", terme creat pel poeta Antonin Artaud.
El crític Tim Woods anomena la tasca de Deleuze i Guattari com típicament postmoderna en tant que:
1. "Vol crear una anàlisi descentralitzada i fragmentada de l'inconscient, intentant recapturar experiències prelingüístiques, inversions de sons i visions inconscients que alliberen el desig."
2. "Cerca alliberar el flux libidinal per crear "nous" subjectes desitjants ("subjectes postmoderns")"
3. "Contràriament als processos de la psicoanàlisi, que neurotitzen l'individu, [l'esquizoanàlisi] "reerotitza" el cos alliberant-lo per a activitats libidinals."

## Prefaci de Michel Foucault
En el seu prefaci a l'Anti-Èdip, Michel Foucault contextualitza el pensament de Deleuze i Guattari en la seva època. L'ortodòxia entre l'esquerra política es basa en gran manera en l'ús de les teories de Marx i de Sigmund Freud, que configuren una certa manera de pensar i de generar discurs. Deleuze i Guattari es troben entre els autors de l'època que pretenen formes i discursos nous per a lluitar contra "l'explotació social i la repressió psíquica". Foucault el voldria subtitular "Introducció a la vida no feixista" en tant que la seva motivació és:
1. Alliberar l'acció política de qualsevol paranoia totalitzant.
2. Desenvolupar l'acció, el pensament i els desigs mitjançant la proliferació, juxtaposició i disjunció, i no per la subdivisió i la jerarquització piramidals.
3. Eliminar tota aliança amb les antigues categories del negatiu (la llei, el límit, la castració, la manca, la llacuna), les quals Occident ha considerat sagrades durant tant de temps com a formes de poder i d'accés a la realitat. Preferir allò que és positiu i múltiple, diferència sobre uniformitat, fluxos sobre unitats, arranjaments mòbils en lloc de sistemes. Creure que allò que és productiu no és sedentari sinó nomàdic.
4. No creure que un ha d'estar trist per tal de ser militant, fins i tot quan allò contra què es lluita és abominable. És la connexió del desig amb la realitat (i no la seva retirada envers altres formes de presentació) allò que posseeix veritable poder revolucionari.
5. No utilitzar el pensament per a arrelar una pràctica política en la veritat; ni l'acció política per a desacreditar, ni com a especulació, ni com a línia de pensament. Utilitzar la pràctica política per a intensificar el pensament, i l'anàlisi com a multiplicadora de les formes i dominis per a la intervenció de l'acció política.
6. No demanar a la política que restauri els "drets" de l'individu tal com els ha definit la filosofia. L'individu és el producte del poder. Allò que és necessari és "desindividualitzar" mitjançant la multiplicació i desplaçament, combinacions diverses. El grup no ha de ser l'enllaçament orgànic entre individus jerarquitzats, sinó un generador constant d'individualització.
7. No enamorar-se del poder.

## Components
L'esquizoanàlisi es pot representar mitjançant quatre components circulars que "empelten" i formen rizomes. Segons la terminologia de Deleuze i Guattari consisteix en:
1. El component generatiu: l'estudi d'una semiòtica concreta i mixta; les seves barreges i variacions. Delinear la semiòtica mixta.
2. El component transformacional: l'estudi de la semiòtica pura; les seves transformacions-traduccions i la creació d'una nova semiòtica. Produir un mapa transformacional dels règims, i les seves possibilitats de traducció i creació a empeltar a l'entorn els seus mapatges.
3. El component diagramàtic: l'estudi de les màquines abstractes, des del punt de partida de la material semiòticament informe en relació amb material físicament informe. Produir un diagrama de les màquines abstractes que es troben en joc en cada cas, sigui com a potencialitats o en forma d'emergències efectives.
4. El component maquinal: l'estudi dels agenciaments que efectuen les màquines abstractes, simultàniament materials semiotitzants d'expressió i materials fisicalitzants de contingut. Delinear el programa dels agenciaments que ho distribueixen tot plegat i creen circulació de moviments amb alternatives, salts i mutacions.

L'esquizoanàlisi és, així mateix, l'anàlisi del "sexe no humà" en la sexualitat. Aquests punts d'anàlisi són:
1. A tot arreu la transsexualitat microscòpica que fa que les dones continguin part d'home i els homes en continguin de dona, donant-los la possibilitat de penetrar-se, en relació amb la producció de desig, que gira la cara a l'ordre estadístic del sexe. Fer l'amor no és un acte d'un sexe ni de dos, sinó un acte de cent mil. Són les màquines de desig o sexes no humans. L'esquizoanàlisi és l'anàlisi dels infinits sexes en un subjecte, més enllà de la representació antropomòrfica que la societat imposa al subjecte i amb la qual representa la seva sexualitat.
2. En noves regions on les connexions són sempre parcials i no personals: on es tanquen les distincions, on homosexualitat i heterosexualitat no es puguin distingir; com a mitjà de comunicació transversal en què el sexe no humà abasta el de les flors, una nova terra on el desig funciona d'acord amb els elements i el seu corrent molecular.